# سپرچه (سرده)
سپرچه Scutella یک سرده منقرض‌شده از سکه‌های شنی (خارپشت‌های دریایی تخت) در خانواده Scutellidae است.
این آهسته‌روان پوده‌خواران نیمهزیاگان از الیگوسن تا دوره کواترنر (۴۸٫۶ تا ۰٫۰۱۲ میلیون سال پیش) زندگی می‌کردند.

## گونه‌ها
- Scutella gabbi Raimond 1863
- Scutella paulensis Agassiz 1841